# Mendip Hills
Mendip Hills (walesiska: Bryniau Mendip) är kullar i Storbritannien.   De ligger i grevskapet Somerset och riksdelen England, i den södra delen av landet, 180 km väster om huvudstaden London. Arean är 200 kvadratkilometer.